# Экономика региона Иль-де-Франс

Регион Иль-де-Франс на карте Франции

Имея по состоянию на 2015 год ВВП в размере 642 млрд евро (в 2012 год — 612 млрд евро, в 2009 году — 552 млрд евро, в 2005 году — почти 481 млрд евро) и ВВП на душу населения в размере 55,2 тыс. евро (в 2009 году — 47 тыс. евро, в 2005 году — 42,7 тыс. евро), регион Иль-де-Франс является мощнейшим экономическим центром Франции. По размеру ВВП он занимает второе место в Европе среди всех регионов (после немецкой земли Северный Рейн-Вестфалия), а по уровню ВВП на душу населения — шестое место. Регион Иль-де-Франс является крупнейшим в мире центром туризма, конференций и выставок, крупнейшим европейским центром по уровню развития НИОКР, а также привлекает наибольший объём иностранных инвестиций среди всех регионов страны (занимая второе место в Европе по созданным условиям для привлечения инвестиций). Треть из 500 крупнейших корпораций мира имеют здесь свои представительства или филиалы.
Регион состоит из восьми департаментов (Париж, О-де-Сен, Сен-Сен-Дени, Ивелин, Валь-де-Марн, Сена и Марна, Эсон, Валь-д’Уаз) и 1281 коммуны общей площадью 12 012 км². Кроме того, неофициально он делится на три части: Париж, «Малая корона» или «Внутреннее кольцо» (О-де-Сен, Сен-Сен-Дени, Валь-де-Марн) и «Большая корона» или «Внешнее кольцо» (Ивелин, Сена и Марна, Эсон, Валь-д’Уаз). К началу 2009 года население Иль-де-Франс насчитывало 11,7 млн человек (плотность населения в регионе составляет 966 человек на км²). Почти пятая часть населения Франции, сосредоточенная в Иль-де-Франс, производит около трети национального богатства страны, что составляет приблизительно 5 % ВВП Евросоюза.
По состоянию на 2009 год экономически активное население региона насчитывало почти 6 млн человек, безработица превышала 8 %, число зарегистрированных предприятий составляло более 992 тыс., а число иностранных предприятий равнялось 10 тыс. (в 2008 году было создано более 77,5 тыс. новых предприятий, закрылось — более 11,2 тыс.). В регионе Иль-де-Франс сосредоточено 37 % менеджеров и руководителей предприятий страны, 40 % специалистов, занятых в НИОКР, и большая часть французских студентов.

## Занятость
В третичном секторе экономики занято 83 % работающих жителей Иль-де-Франс, во вторичном (включая строительство) — 16,1 %, в первичном — 0,7 %. В 2008 году структура занятости региона выглядела следующим образом: служащие младшего звена и клерки — 28,2 %, менеджеры компаний и госорганизаций, научные работники, профессора и другая высшая интеллигенция — 27,7 %, мастера на предприятиях и стройках, учителя, младший медицинский персонал, соцработники — 25,1 %, рабочие — 14,1 %, ремесленники, работники торговли и руководители предприятий — 4,8 %, занятые в сельском хозяйстве — 0,1 %.
К 2008 году основными сферами занятости в регионе Иль-де-Франс были сектор услуг — 4 791,7 тыс. человек (в том числе государственное управление, образование, здравоохранение и социальное обеспечение — 1 501,8 тыс. человек, научные исследования и технологические услуги — 825 тыс. человек, торговля и ремонт автомототехники — 690,2 тыс. человек, транспорт и логистика — 369,3 тыс. человек, телекоммуникации — 358,1 тыс. человек, финансовые услуги — 333,5 тыс. человек, гостиничное дело и общественное питание — 243,5 тыс. человек, операции с недвижимостью — 110,8 тыс. человек, другие виды услуг — 359,5 тыс. человек), промышленный сектор — 803,2 тыс. человек (в том числе строительство — 285,8 тыс. человек, электротехническая и электронная промышленность — 83,8 тыс. человек, добывающая промышленность, энергетика, водоснабжение и утилизация отходов — 80,1 тыс. человек, транспортное машиностроение — 78,6 тыс. человек, пищевая и табачная промышленность — 51,2 тыс. человек, угольная и нефтеперерабатывающая промышленность — 2,3 тыс. человек, другие отрасли промышленности — 221,4 тыс. человек), сельское и лесное хозяйство и рыболовство — 13,1 тыс. человек.
На конец 2007 года крупнейшими работодателями региона были Assistance publique - Hôpitaux de Paris (здравоохранение и медицинские услуги), Мэрия Парижа, La Poste (почтовые и финансовые услуги), Air France (авиаперевозки), SNCF (железнодорожные перевозки), RATP (общественный транспорт), France Télécom (телекоммуникации), PSA Peugeot Citroën (автомобилестроение), Префектура полиции Парижа, Société Générale (финансовые услуги), BNP Paribas (финансовые услуги), Renault (автомобилестроение), Carrefour (розничная торговля), EDF (энергетика), Crédit Lyonnais (финансовые услуги), CNRS (научные исследования), Disneyland Resort Paris (индустрия развлечений), AXA (страхование и финансовые услуги), Auchan (розничная торговля), Aéroports de Paris (оператор аэропортов региона).

## Промышленность

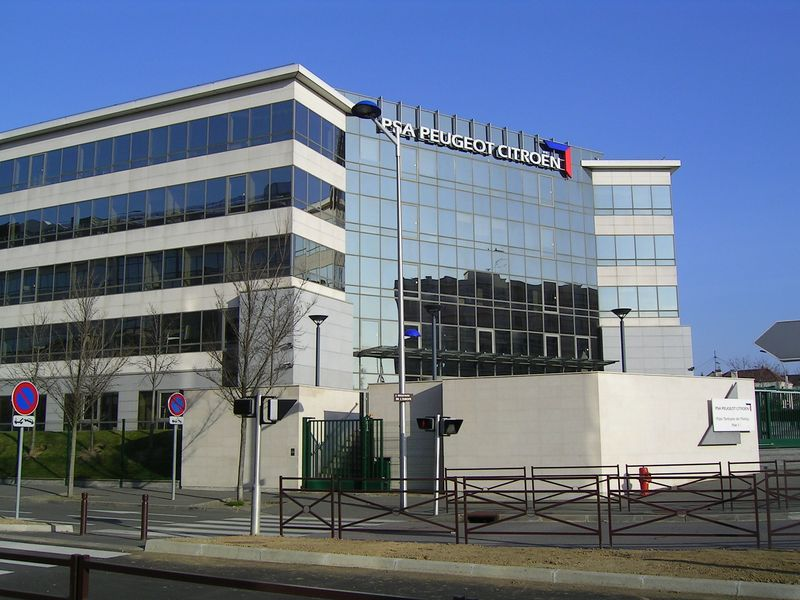
Завод PSA Peugeot Citroën в Пуасси

За последние десятилетия большая часть рабочих мест переместилась из вторичного сектора экономики в третичный. Кроме того, основная часть промышленного производства была вынесена за пределы Парижа, а «грязные» и энергоёмкие предприятия — и за пределы региона Иль-де-Франс. К началу 2008 года в регионе насчитывалось 53 850 промышленных предприятий с числом занятых свыше 550 тыс. человек (в том числе О-де-Сен — 21,9 % всех занятых в промышленности Иль-де-Франс, Париж — 19 %, Ивелин — 17,1 %, Сена и Марна — 9,7 %, Сен-Сен-Дени — 9,7 %, Эсон — 8,4 %, Валь-д’Уаз — 7,5 % и Валь-де-Марн — 6,7 %).

### Автомобильная промышленность
В регионе базируются крупнейшие автомобилестроительные компании страны Renault (Булонь-Бийанкур), PSA Peugeot Citroën (Париж), Renault Tech (Лез-Юлис), а также производители автокомплектующих Valeo (Париж), Faurecia (Нантер), Vallourec (Булонь-Бийанкур), Safran (Париж). Среди крупнейших предприятий отрасли — автомобильные заводы Renault в Флен-сюр-Сен, PSA Peugeot Citroën в Пуасси и Ольне-су-Буа, заводы автокомплектующих PSA Peugeot Citroën в Сент-Уан, Renault в Шуази-ле-Руа, Faurecia в Бриер-ле-Селле.

### Авиаракетная промышленность
В регионе базируются Европейское космическое агентство (Париж), производитель авиационных, вертолётных и ракетных двигателей, авиаракетного оборудования Safran (Париж), производитель самолётов Dassault Aviation (Сен-Клу), производитель спутников и ракетно-космического оборудования Astrium (Париж), производитель космического оборудования EADS Sodern (Лимей-Бреванн), ракетная компания Arianespace (Куркуронн), производитель ракет и военного оборудования MBDA (Ле-Плесси-Робенсон).
Среди крупнейших предприятий отрасли — авиационные заводы Dassault Aviation в Сен-Клу и Аржантёй, вертолётный завод Eurocopter в Ла-Курнев, заводы двигателей и авиаракетного оборудования Safran в Эври, Корбэй-Эссонн, Мелён, Женвилье и Маньи-ле-Амо, заводы ракетно-космического оборудования Astrium в Эланкур и Ле-Мюро.

### Электротехническая и оптическая промышленность, информационные технологии
В регионе базируются производитель электротехники Schneider Electric (Рюэй-Мальмезон), производитель телекоммуникационного оборудования и военной электроники Safran (Париж), производитель телекоммуникационного и компьютерного оборудования и программного обеспечения Alcatel-Lucent (Париж), корпорация в сфере информационных технологий Capgemini (Париж), производитель военной электроники и оптики Thales (Нёйи-сюр-Сен), производитель оптики и медицинского оборудования Essilor (Шарантон-ле-Пон), производитель военной электроники и оптики Sofradir (Шатне-Малабри), производитель оптики GrandOptical (фр., Сен-Квентин-ан-Ивелин).
Среди крупнейших предприятий отрасли — заводы Thales в Коломб, Масси, Бретиньи-сюр-Орж, Велизи-Виллакубле, Ренжи и Лимур, заводы Alcatel-Lucent в Коломб, Велизи-Виллакубле и Нозе.

### Другие отрасли машиностроения
В регионе базируются производитель энергетического и железнодорожного оборудования Alstom (Леваллуа-Перре), производители энергетического оборудования Schneider Electric (Рюэй-Мальмезон) и Areva (Курбевуа), производитель военного и энергетического оборудования DCNS (Париж).

### Энергетика и нефтегазовая промышленность

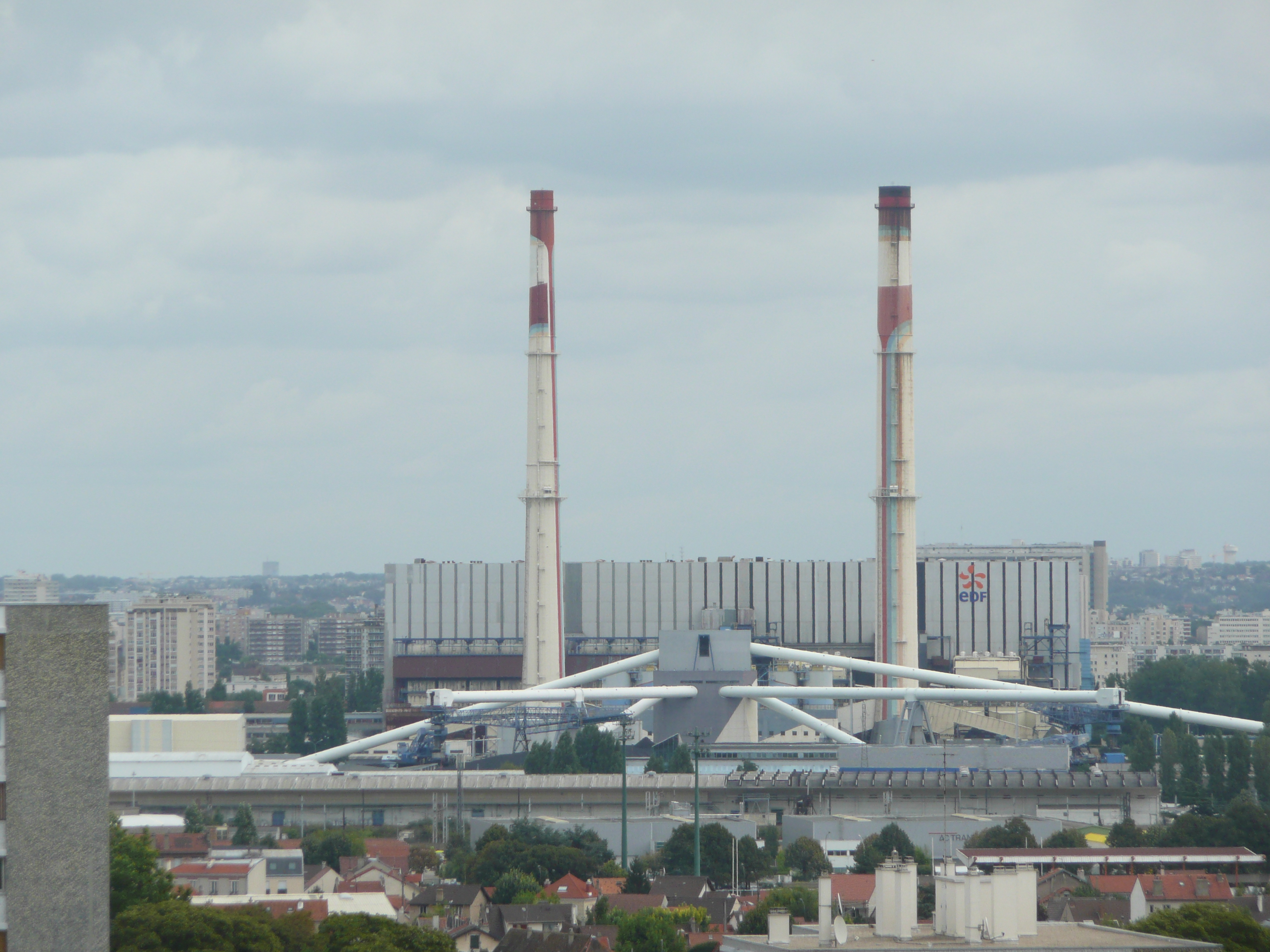
Теплоцентраль в Витри-сюр-Сен

В регионе базируются крупнейшая нефтегазовая корпорация страны Total (Курбевуа), газово-энергетическая корпорация GDF Suez (Курбевуа), энергетические корпорации Électricité de France (Париж) и Areva (Курбевуа), а также небольшие энергетические компании Poweo (Париж), Direct Énergie (Париж), Eurodif (Париж), Enercoop (Париж), Elengy (Буа-Коломб) и Storengy (Буа-Коломб). Среди крупнейших предприятий отрасли — нефтеперерабатывающий завод Total в Гранпюи-Байи-Карруа, теплоэлектростанции и теплоцентрали Électricité de France в Витри-сюр-Сен, Вер-сюр-Марн, Женнвилье, Поршвиль и Верну-ла-Сель-сюр-Сен.
В регионе активно развивается «зелёная энергетика» (солнечная энергетика, ветроэнергетика, биоэнергетика, геотермальная энергетика, водородная энергетика и гидроэнергетика, в том числе использующая энергию приливов и волн).

### Химическая и фармацевтическая промышленность
В регионе базируются фармацевтическая корпорация Sanofi (Париж), химические корпорации Air Liquide (Париж), Arkema (Коломб), CECA (Ла-Гаренн-Коломб). Среди крупнейших предприятий отрасли — химический завод GPN в Гранпюи-Байи-Карруа.

### Косметическая и парфюмерная промышленность
В регионе базируется крупнейшая парфюмерно-косметическая корпорация мира L’Oréal (Клиши-ла-Гаренн), а также другие компании: Yves Rocher (Исси-ле-Мулино), Parfums Givenchy (Леваллуа-Перре), Guerlain (Леваллуа-Перре), Parfums Christian Dior (Париж), L'Occitane en Provence (Париж), Sisley (Париж), Interparfums (Париж).
Корпорация L’Oréal объединяет парфюмерные и косметические бренды Lancôme, Garnier, Vichy, Biotherm, Cacharel, La-Roche-Posay, Ralph Lauren, Yves Saint Laurent, Guy Laroche, Giorgio Armani, Body Shop, Maybelline, Diesel, Paloma Picasso, Viktor & Rolf, Stella McCartney, Maison Martin Margiela и Harley Davidson; корпорация Interparfums — парфюмерные бренды Burberry, Lanvin, Montblanc, Paul Smith, Jimmy Choo, Balmain, Van Cleef & Arpels, Boucheron, ST Dupont и Repetto; корпорация LVMH — парфюмерные бренды Christian Dior, Givenchy, Kenzo и Guerlain.

### Строительство и производство стройматериалов
В регионе базируются крупнейшие строительные и инженерные корпорации страны Vinci (Рюэй-Мальмезон), Bouygues (Париж), Technip (Париж), Eiffage (Аньер-сюр-Сен), Colas (Булонь-Бийанкур), а также крупнейшие производители стройматериалов Saint-Gobain (Курбевуа) и Lafarge (Париж).

### Пищевая промышленность
В Париже базируются крупнейшая пищевая корпорация страны Danone, специализирующаяся на молочных продуктах, детском питании и минеральной воде, крупнейшая французская алкогольная корпорация Pernod Ricard; в Вирофле расположена штаб-квартира молочной корпорации Bongrain, в Тие — винодельческой компании Nicolas.
Группа Pernod Ricard объединяет такие известные алкогольные бренды, как Absolut, Martell, Chivas Regal, Ballantine's, Jameson, Havana Club, Seagram, Becherovka, Olmeca Tequila, Tia Maria, Kahlúa, Malibu, Suze, Beefeater, G. H. Mumm, Perrier-Jouët, Aberlour, The Glenlivet, Scapa, Green Spot, Jacob's Creek, Zoco, Stolichnaya, Żubrówka, Wyborowa, Luksusowa и Арарат. В группу LVMH входят алкогольные бренды Hennessy, Moët & Chandon, Veuve Clicquot, Dom Pérignon, Château d’Yquem, Ruinart, Champagne Krug, Champagne Mercier, Glenmorangie, Ardbeg, Belvedere, Domaine Chandon California и 10 Cane.

### Производство одежды, обуви и аксессуаров

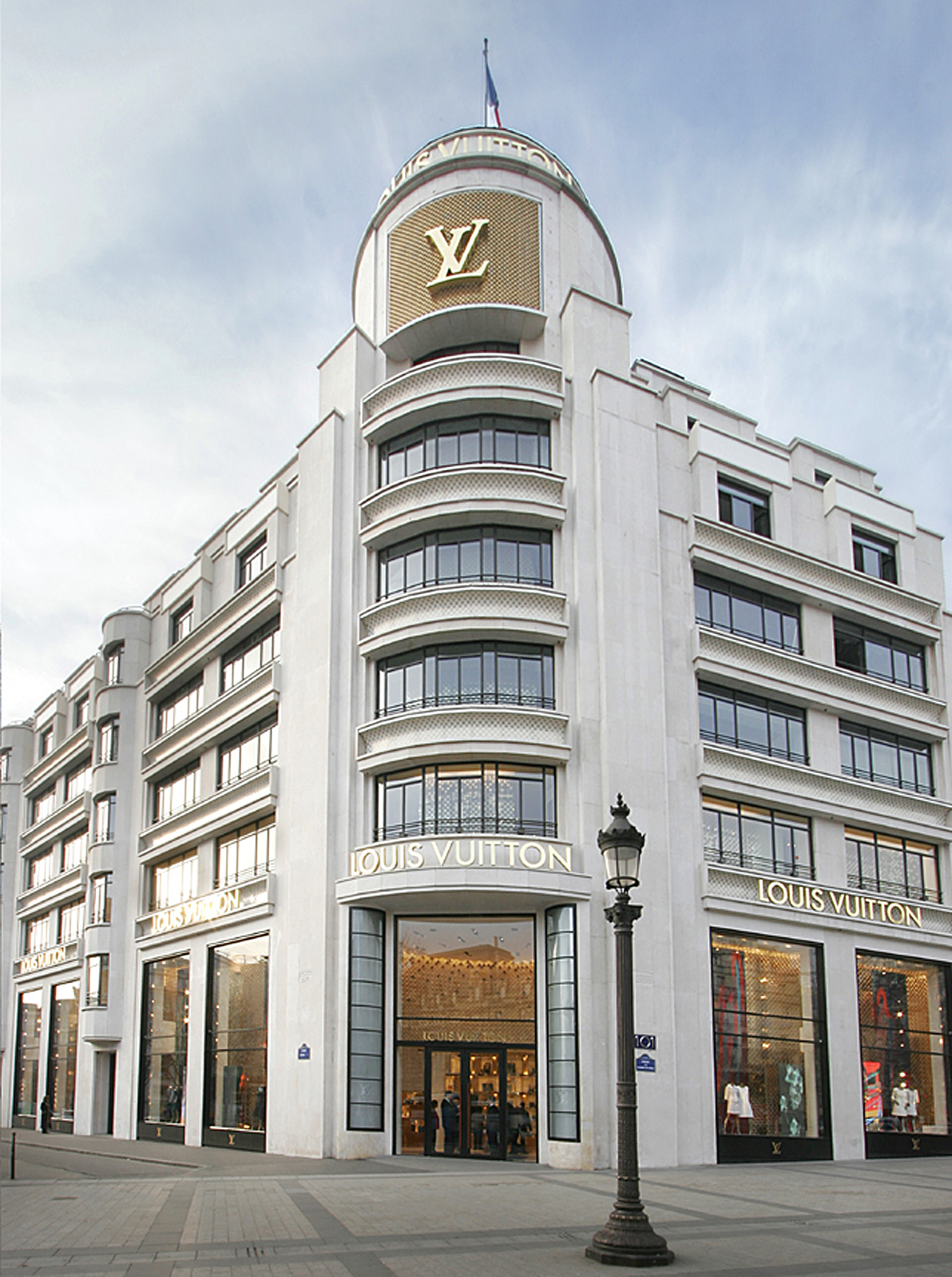
Штаб-квартира Louis Vuitton

Всемирную славу Парижа как центра моды обеспечивают базирующиеся в городе компании LVMH, Christian Dior, PPR, Hermès International, Louis Vuitton, Yves Saint Laurent, Lacoste, Etam Developpement, Vivarte, Givenchy, Nina Ricci, Lanvin, Cerruti, Emanuel Ungaro, Christian Lacroix, Chloé, Berluti, Céline, Sonia Rykiel, Morgan SA, NAF NAF, Lancel, Cartier, Boucheron, ST Dupont, Armand Ventilo, Gérard Darel, Weill. Кроме того, в Нёйи-сюр-Сен базируется компания Chanel, в Сент-Уан — компания Celio, в Кашан — компания Chantelle, в Леваллуа-Перре — компания Armand Thiery, в Булонь-Бийанкур — компания Aigle.
Группа LVMH объединяет бренды Christian Dior, Louis Vuitton, Givenchy, Guerlain, Kenzo, Berluti, Céline, Chaumet, Sephora, Fendi, Bulgari, Emilio Pucci, Acqua di Parma, Loewe, Thomas Pink, Donna Karan, Marc Jacobs, TAG Heuer, Zenith и Hublot. Группа PPR объединяет бренды Gucci, Puma, Yves Saint Laurent, Brioni, Sergio Rossi, Bottega Veneta, Balenciaga, Alexander McQueen, Stella McCartney, Volcom, Boucheron, Girard-Perregaux, Fnac и Redcats.

### Металлургия
В регионе базируется трубная корпорация Vallourec (Булонь-Бийанкур).

## Финансы

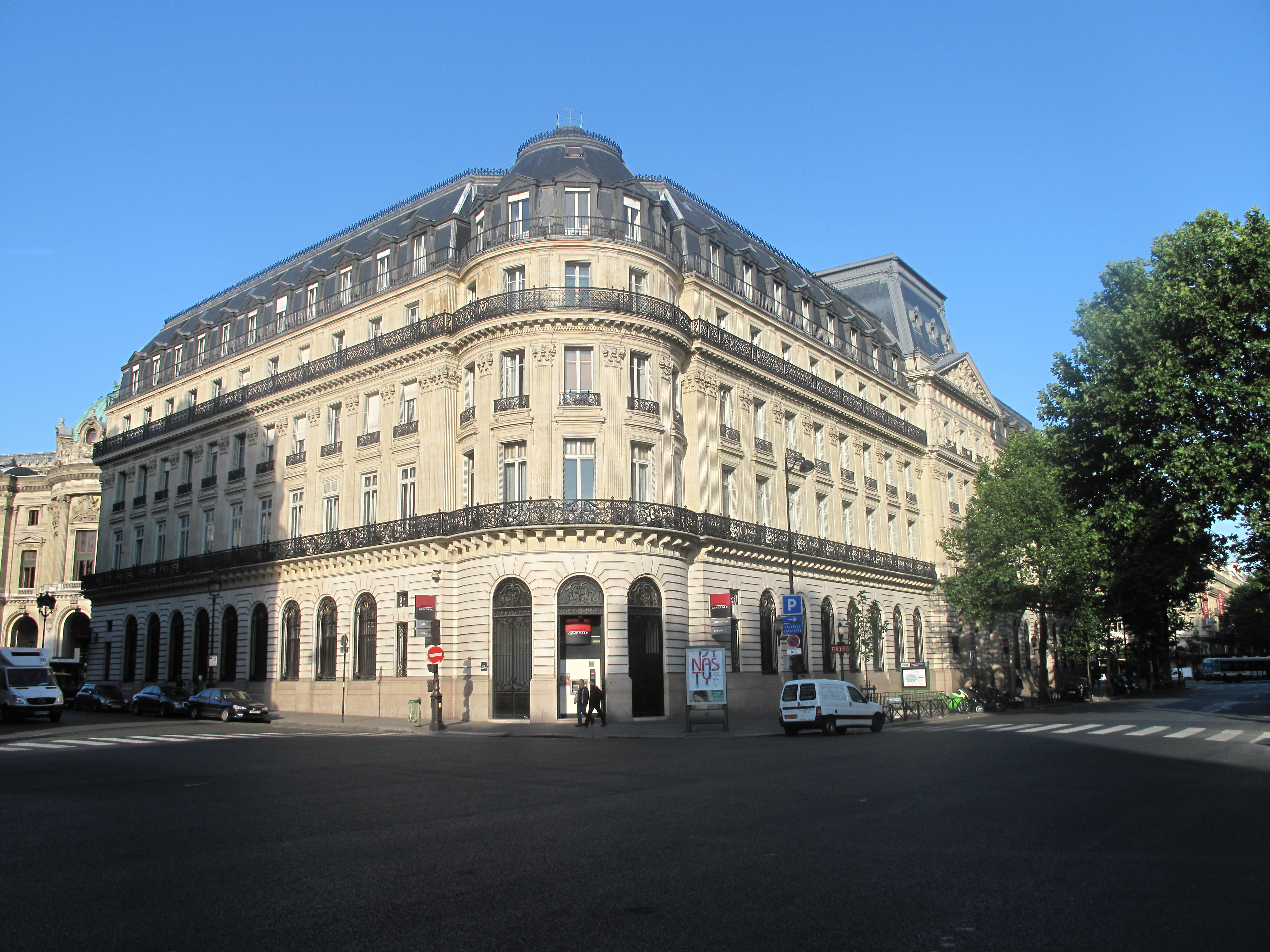
Штаб-квартира банка Société Générale

В Иль-де-Франс базируются фондовая биржа Euronext Paris (ранее известная как Парижская фондовая биржа), крупнейшие банки страны — BNP Paribas (Париж), Société Générale (Париж), Crédit Agricole (Монруж), Crédit industriel et commercial (Париж), Natixis (Париж), Banque régionale d'escompte et de dépôt (Париж), Caisse des dépôts et consignations (Париж) и Lazard (Париж), а также крупнейшие страховые компании — AXA (Париж), CNP Assurances (Париж), SCOR (Пюто) и Groupama (Париж).

## Торговля и сфера услуг
К началу 2008 года в Париже насчитывалось 223,8 тыс. предприятий сферы услуг (среднее количество служащих на предприятии — 3,7), в О-де-Сен — 68,3 тыс. (7,7), в Ивелине — 41,5 тыс. (3,9), в Валь-де-Марн — 35,5 тыс. (5,2), в Сен-Сен-Дени — 35,2 тыс. (5,6), в Сене и Марне — 30,2 (4,5), в Эсоне — 29,6 тыс. (4,7), в Валь-д’Уаз — 26,5 тыс. (5,5).
В 2008 году внешнеторговый оборот региона превысил 183,5 млрд евро, в том числе импорт — 119,94 млрд евро (главные торговые партнёры Иль-де-Франс по импорту: Германия — 16 %, Бельгия — 13 %, Китай — 11 %, Испания — 8 %, США — 7 %, другие — 45 %) и экспорт — 63,6 млрд евро (главные торговые партнёры по экспорту: США — 10 %, Италия — 10 %, Германия — 8 %, Великобритания — 7 %, Испания — 6 %, другие — 59 %).

### Розничная торговля

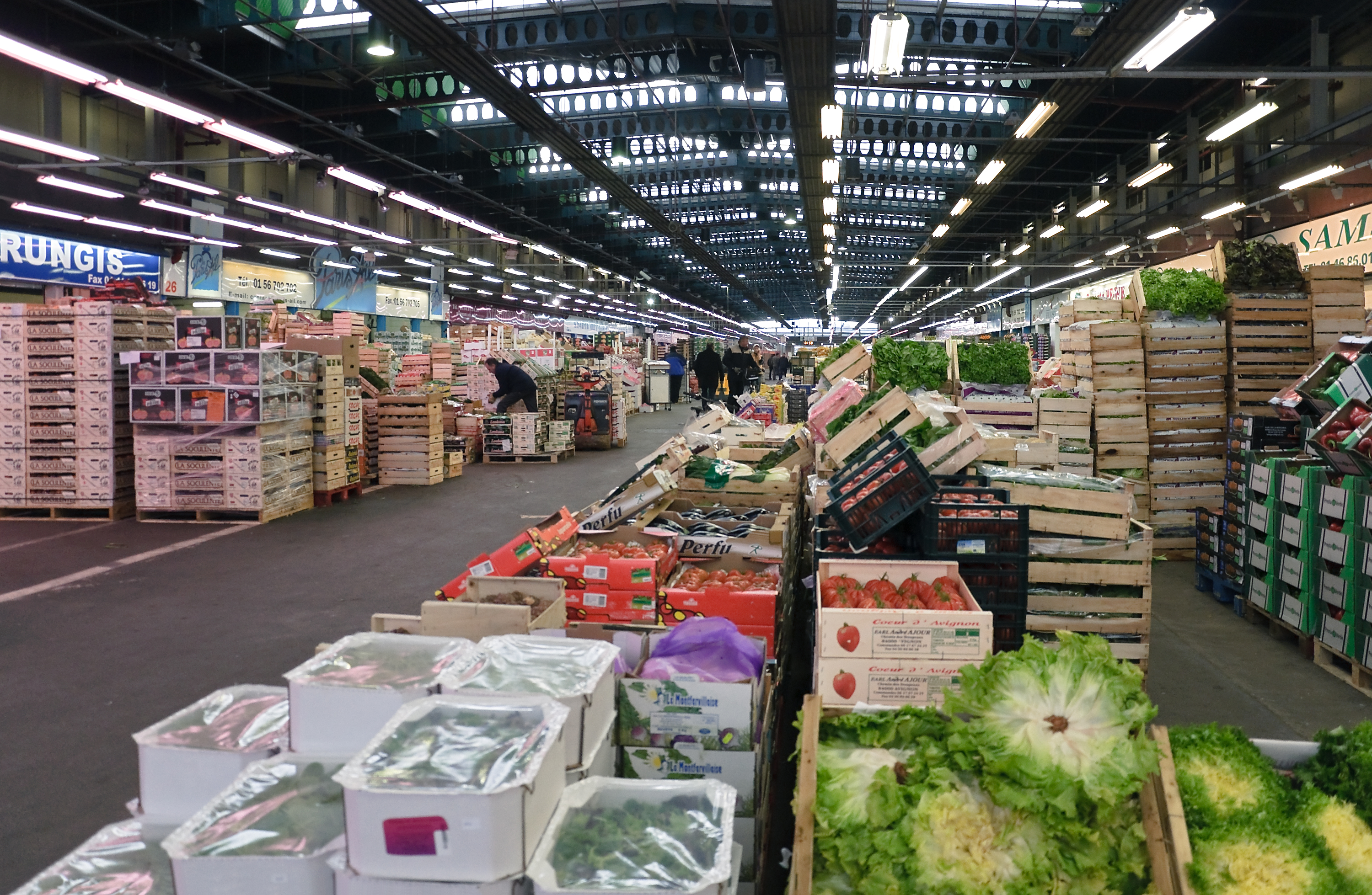
Оптовый рынок в Ренжи

В регионе базируются крупнейшие розничные сети Carrefour (Эври), E.Leclerc (Иври-сюр-Сен), Monoprix (Клиши-ла-Гаренн), Franprix (Париж), Groupe Galeries Lafayette (Париж), Printemps (Париж), Sephora (Булонь-Бийанкур), Marionnaud Parfumeries (Париж), Fnac (Иври-сюр-Сен), Leader Price (Гретз-Арменвилье), Darty (Бонди), Pixmania (Париж), Conforama (Лонь), BUT (Эмеренвиль), Bricorama (Нуази-ле-Гран), Brico Dépôt (Лонпон-сюр-Орж), Roche Bobois (Париж), GAME (Сен-Дени), Optic 2000 (Кламар), Animalis (Лисс), Hédiard (Париж), а также крупнейший дистрибутор электротехники Rexel (Париж), дистрибутор автомобилей Renault Retail Group (Кламар).
На рынке супермаркетов и гипермаркетов доминируют сети E.Leclerc, Carrefour, Auchan, Casino, Lidl, Simply Market, Continent, Cora и Match, на рынке универсамов и гастрономов — Monoprix, Franprix, Leader Price, Petit Casino, Aldi и Hédiard, на рынке универмагов — Galeries Lafayette, Printemps и BHV, на рынке электроники — сети Darty, Boulanger, BUT, Pixmania и Fnac, на рынке парфюмерии и косметики — сети Sephora, Marionnaud и Nocibé, на рынке мебели — сети Conforama, BUT, Fly, Maisons du Monde, Alinéa, IKEA и Roche Bobois, на рынке товаров для дома и стройматериалов — сети Leroy Merlin, Castorama, Bricorama, Brico Dépôt, Saint-Maclou, Habitat, на рынке спорттоваров — Decathlon, Intersport, Groupe Go Sport, Courir и Sport 2000, на рынке книг, музыки, видео и компьютерных игр — сети Fnac, Virgin Megastore, Micromania, Pixmania, GAME, Cultura и Boulanger, на рынке игрушек — Toys "R" Us, King Jouet и Pickwick, на рынке оптики — Optic 2000 и Alain Afflelou, на рынке музыкальных инструментов — Milonga, на рынке товаров для сада и животных — Truffaut и Animalis, на рынке торговли по почте — La Redoute.
Крупнейшими торговыми парками и центрами региона Иль-де-Франс являются La Croix-Blanche в Сент-Женевьев-де-Буа (700 тыс. м²), Belle Épine в Тие (141 тыс. м²), Les Quatre Temps в Пюто (130 тыс. м²), Créteil Soleil в Кретей (124 тыс. м²), Vélizy 2 в Велизи-Виллакубле (108 тыс. м²), Rosny 2 в Рони-су-Буа (106 тыс. м²), Évry 2 в Эври (94 тыс. м²), Parly 2 в Ле-Шене (90 тыс. м²), O’Parinor в Ольне-су-Буа (90 тыс. м²), Carré Sénart в Сенар (65 тыс. м²), Les 3 Fontaines в Сержи (64 тыс. м²), Forum des Halles в Париже (60 тыс. м²), Villebon 2 в Вильбон-сюр-Иветт (60 тыс. м²) и Claye-Souilly в Кле-Суи (60 тыс. м²).

### Общественное питание
В Исси-ле-Мулино базируется корпорация Sodexo (обеспечивает общественным питанием предприятия, офисы, школы, больницы и военные базы), в Париже — корпорация Elior (владеет сетью ресторанов и закусочных, в том числе Pomme de Pain, а также обеспечивает общественным питанием предприятия, офисы, школы и больницы), в Курбевуа — корпорация Groupe Flo (владеет сетями ресторанов Hippopotamus, Taverne de Maître Kanter, Brasseries FLO, Bistro romain, Tablapizza и Concessions FLO), в Сен-Дени — корпорация Quick (владеет сетью ресторанов), в Эври — компания Serare (владеет сетью ресторанов Grill Courtepaille).

### Туризм и гостиничное дело

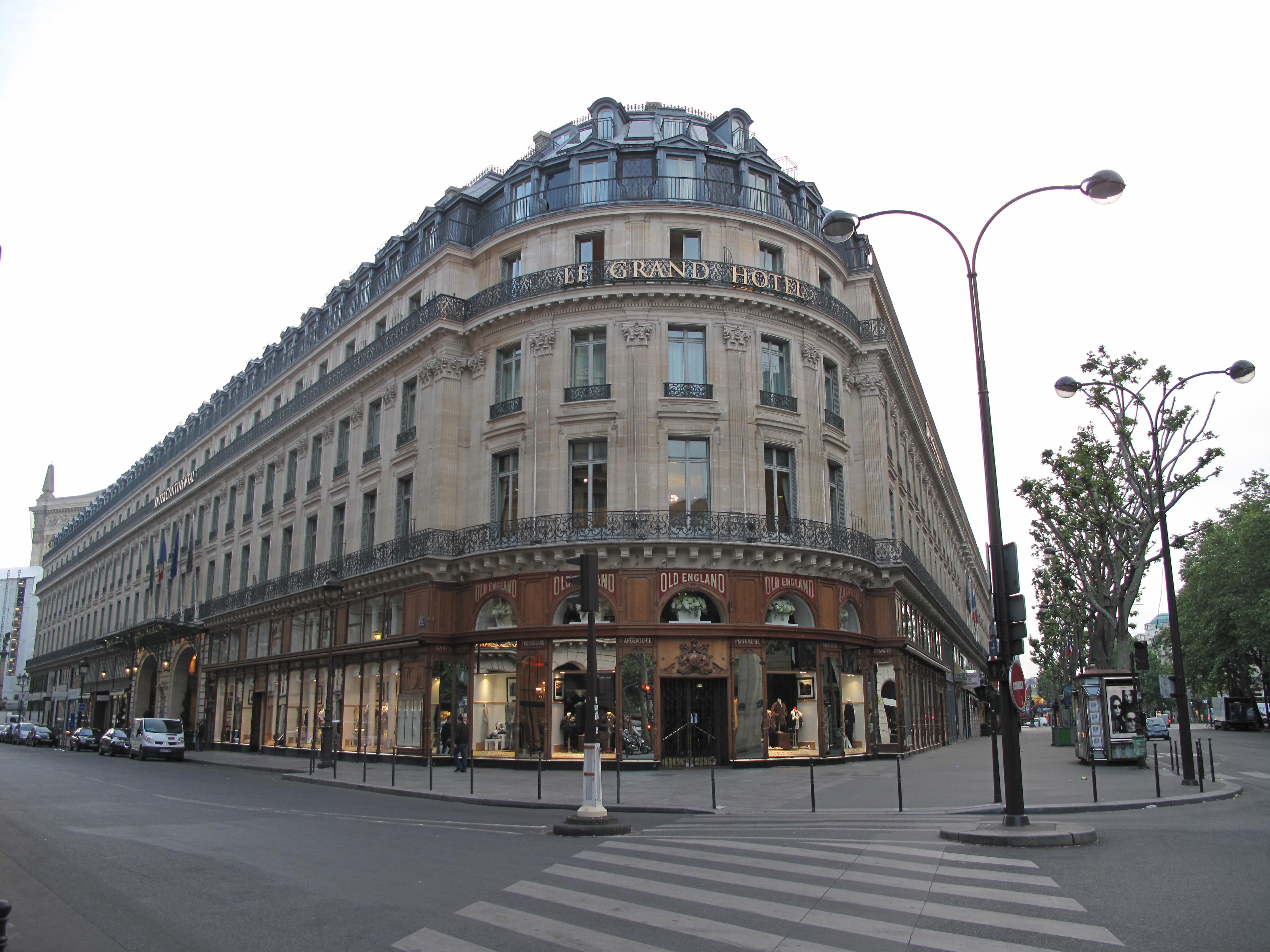
Гранд Отель, Париж

Иль-де-Франс является ведущим туристическим центром мира. В 2008 году регион посетило около 60 млн туристов (в 2002 году — 42 млн туристов и 11,3 млн деловых людей), а оборот туристического бизнеса составил 17 млрд евро. В регионе расположено более 1,3 тыс. гостиниц всех категорий на 140 тыс. номеров и около 8 тыс. ресторанов. Кроме того, туристы составляют значительную долю среди посетителей 170 музеев, 145 театров, 380 кинозалов и более 1,8 тыс. исторических памятников. Туризм и связанные с ним отрасли дают около 600 тыс. прямых и косвенных рабочих мест. По состоянию на 2008 год количество четырёхзвёздочных номеров составляло 29,9 тыс. (в том числе в Париже — более 21 тыс., в районе аэропорта Париж — Шарль-де-Голль — 2,45 тыс., в районе Val d’Europe — 2,1 тыс., в районе Дефанс — 1,25 тыс. и в районе аэропорта Париж-Орли — 0,17 тыс.), трёхзвёздочных — 47,7 тыс. (в том числе в Париже — 27,7 тыс., в районе Val d’Europe — 2,65 тыс., в районе Дефанс — 1,66 тыс., в районе аэропорта Париж — Шарль-де-Голль — 1,17 тыс. и в районе аэропорта Париж-Орли — 1,16 тыс.), двухзвёздочных — 48,2 тыс. (в том числе в Париже — 23,3 тыс., в районе Val d’Europe — 2,3 тыс., в районе аэропорта Париж — Шарль-де-Голль — 1,67 тыс., в районе Дефанс — 0,92 тыс. и в районе аэропорта Париж-Орли — 0,69 тыс.), однозвёздочных — 6,4 тыс. (в том числе в Париже — 3,1 тыс.) и номеров с нолём звёздочек — 16,5 тыс. (в том числе в Париже — 3 тыс., в районе аэропорта Париж — Шарль-де-Голль — 0,7 тыс., в районе Дефанс — 0,35 тыс. и в районе аэропорта Париж-Орли — 0,2 тыс.).
В 2008 году наиболее посещаемыми достопримечательностями региона Иль-де-Франс были Диснейленд (15,3 млн человек), Собор Парижской Богоматери (13 млн человек), Базилика Сакре-Кёр (10,5 млн человек), Лувр (8,46 млн человек), Эйфелева башня (6,93 млн человек), Версаль (5,61 млн человек), Центр Помпиду (5,48 млн человек), Городок науки и индустрии (3,04 млн человек), Музей Орсе (3,02 млн человек), Национальный музей естественной истории (1,7 млн человек), Музей на набережной Бранли (1,39 млн человек), Триумфальная арка (1,32 млн человек), Музей армии (1,19 млн человек), Музей в Люксембургском саду (973 тыс. человек), Сент-Шапель (850 тыс. человек), Большой дворец (819 тыс. человек) и Музей Гревен (763 тыс. человек).

### Проведение выставок и конгрессов

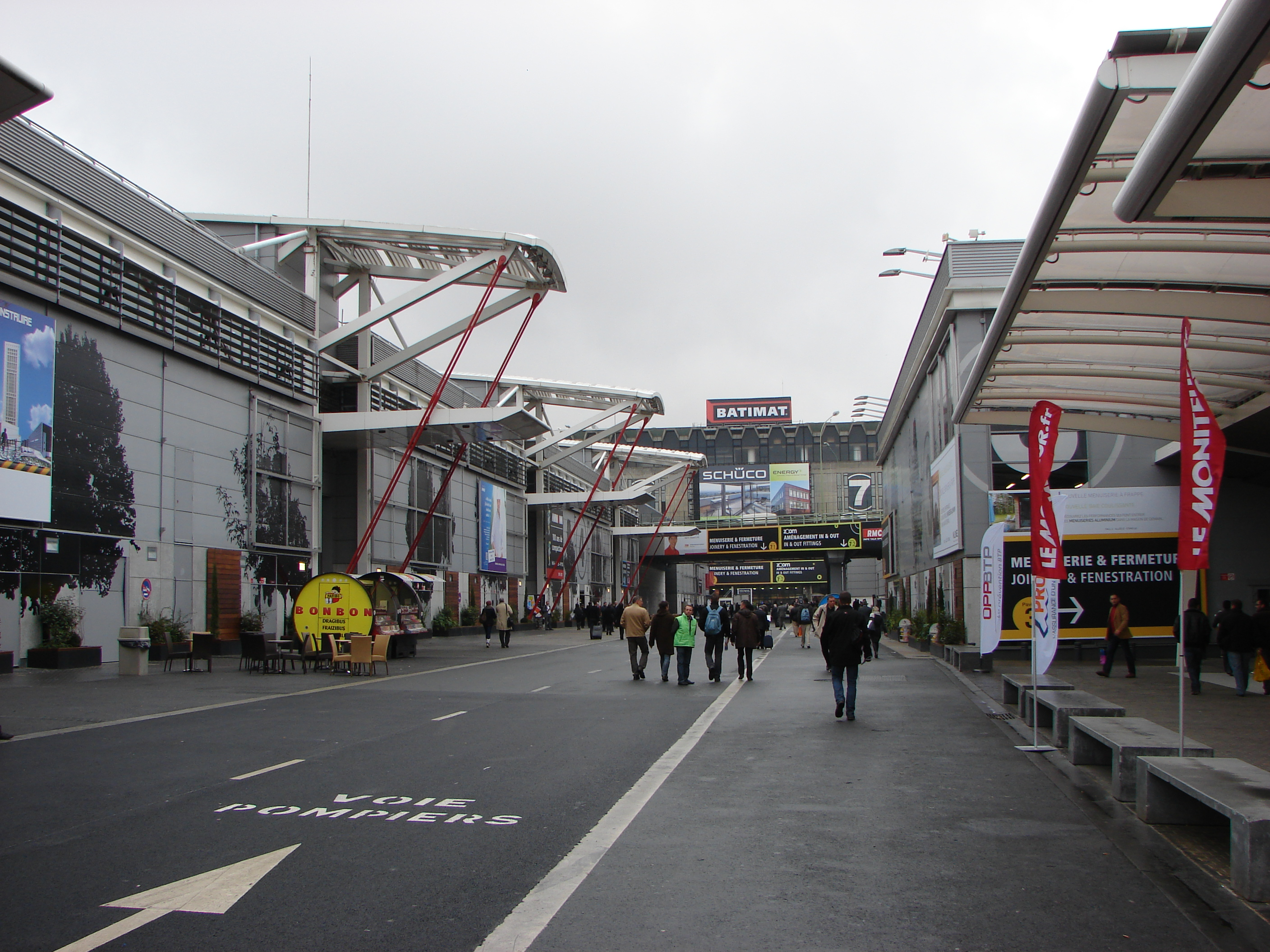
Выставочный центр Porte de Versailles

Иль-де-Франс является крупнейшим центром проведения выставок и конгрессов в мире, обладая самыми большими выставочными площадями (почти 600 тыс. квадратных метров). Ежегодно здесь проводится около 400 различных по тематике выставок, на которые съезжаются более 9 млн посетителей и около 100 000 компаний-экспонентов. В десятку крупнейших выставочных центров региона входят Porte de Versailles в Париже (227,8 тыс. м²), Paris Nord Villepinte в Вильпенте (205,7 тыс. м²), Paris Le Bourget в Ле Бурже (79,6 тыс. м²), Le Palais des Congrès de Paris в Париже (19,5 тыс. м²), Le Centre des Nouvelles Initiatives et des Tendances в Дефансе (17,9 тыс. м²), La Villette в Париже (13,3 тыс. м²), Parc Floral de Paris в Париже (11,2 тыс. м²), Espace Champerret в Париже (8,8 тыс. м²), Carrousel du Louvre в Париже (7,1 тыс. м²) и Cité des sciences et de l’industrie в Париже (4,4 тыс. м²). Кроме того, популярными местами проведения конгрессов являются Le Palais des Congrès d’Issy в Исси-ле-Мулино и Palais des Congrès de Versailles в Версале. В 2008 году конгрессы привлекли 9,2 млн участников, на которых пришлось 44 % всех ночлегов во французских отелях, и принесли в казну 4,5 млрд евро.

### Индустрия развлечений
В Париже базируются корпорация Vivendi (музыка, телевидение, кино и компьютерные игры), кинокомпании Pathé, EuropaCorp, Les Films du Poisson, Sombrero Films, France 2 Cinéma, France 3 Cinéma, Les Films 13, в Исси-ле-Мулино — кинокомпании StudioCanal и Arte France Cinéma, в Нёйи-сюр-Сен — кинокомпании Gaumont, UGC и M6 Films, в Булонь-Бийанкур — TF1 Films Production.
В 2008 году в регионе Иль-де-Франс зафиксировано 54,7 млн посещений кинотеатров (на 5,5 % больше чем в предыдущем году), в том чиле в Париже — 26,7 млн, в «Малой короне» — 14,5 млн и в «Большой короне» — 13,5 млн. Крупнейшими сетями кинотеатров были UGC, MK2, Gaumont, Pathé и CGR.
Самыми популярными парками аттракционов и развлекательными комплексами в регионе Иль-де-Франс считаются Диснейленд, аквариум Sea Life Paris в Val d'Europe (группа Merlin Entertainments), Europa City в Гонесс (группа Auchan).
Главными базами проведения досуга на открытом воздухе в регионе являются Bois le Roi, Buthiers, Jablines-Annet и Vaires Torcy (Сена и Марна), Cergy-Pontoise (Валь-д’Уаз), Créteil(Валь-де-Марн), Les Boucles de Seine, Saint-Quentin-en-Yvelines и Val de Seine (Ивелин), Étampes и Port aux cerises (Эсон) и La Corniche des Forts (Сен-Сен-Дени). Также очень популярен отдых в природных парках Le Vexin français, le Gâtinais français, la Haute Vallée de Chevreuse и l’Oise pays de France.

### Коммунальное хозяйство
В 2006 году из 1 750 евро, которые в среднем ежегодно расходовались на аренду жилья в регионе Иль-де-Франс, 33 % шли на оплату отопления, 24 % — воды и канализации, 21 % — обслуживания, уборки и охраны, 22 % — других услуг, как вывоз мусора, освещение и обслуживание придомовой территории и др. (за период с 2000 по 2006 год стоимость отопления выросла на 85 %).
В регионе базируются крупнейшие коммунальные корпорации страны — Veolia Environnement (водоснабжение и водоочистка, сбор и утилизация отходов, отопление, вентиляция, кондиционирование и уборка помещений, уличное освещение, штаб-квартира в Париже), Sodexo (техническое обслуживание зданий и инженерных систем, уборка помещений, управление административными услугами, штаб-квартира в Исси-ле-Мулино), Suez Environnement (водоснабжение и водоочистка, сбор и утилизация отходов, штаб-квартира в Курбевуа).

## Недвижимость
В 2006 году в регионе насчитывалось более 5,3 млн единиц муниципальной жилой недвижимости, в том числе более 4,8 млн единиц, которые являлись основным местом проживания (в среднем на единицу таких помещений приходится 3,4 жильца). Кроме того, в Иль-де-Франс насчитывалось более 1 млн частных единиц жилой недвижимости (к началу 2009 года средняя площадь такого помещения в Париже составляла 51 м², в «Малой короне» — 54 м², в «Большой короне» — 62 м²) и 1,2 млн единиц социального жилья (в 2009 году на 80 тыс. свободных единиц такого жилья имелось 386 тыс. кандидатов).
По состоянию на 2009 год площадь офисной недвижимости составляла 50 млн м². Главными центрами офисной недвижимости являются деловые районы Дефанс и Фронт Сены. В регионе базируются крупнейшие операторы недвижимости Unibail-Rodamco (Париж), Gecina (Париж), Bouygues Immobilier (Исси-ле-Мулино), Klépierre (Париж), Altarea Cogedim (Париж), Icade (Париж).

## Транспорт и связь
Иль-де-Франс обладает вторым по значимости авиаузлом Европы, одной из самых современных железнодорожных сетей в мире, развитым общественным транспортом. По состоянию на 2004 год основными видами общественного транспорта региона Иль-де-Франс были метрополитен (1 350 млн пассажиров), автобусы (1 190 млн пассажиров), железнодорожные сети RER и Transilien (1 054 млн пассажиров), трамвай (72 млн пассажиров). Кроме того, в регионе широко представлена сеть проката велосипедов Vélib'.
Крупнейшими транспортными операторами региона являются Air France-KLM (авиаперевозки), RATP (метрополитен, автобусы, электрички, трамвай и фуникулер), SNCF (электрички и трамвай), Optile (автобусы), Keolis (автобусы) и Batobus (речные суда), а также компании Aéroports de Paris (управляет аэропортами региона) и Vinci (управляет автострадами, туннелями, мостами и паркингами).

### Автодорожные перевозки
В Иль-де-Франс находится 450 км национальных дорог, 9 330 км дорог, относящихся к юрисдикции департаментов, 630 км автомагистралей и 250 км развязок национальных дорог и автомагистралей. Важнейшими из них являются «Периферик» (Парижская окружная дорога), А86 или «Супер-периферик» (2-я окружная дорога), «Francilienne» (3-я окружная дорога), А1 или «Северное шоссе» (Париж — Лилль), А3 (Париж — Гонесс), А4 или «Восточное шоссе» (Париж — Страсбург), А5 (Льесен — Лангр), А6 или «Солнечное шоссе» (Париж — Лион), А10 или «Аквитанское шоссе» (Париж — Бордо), А11 или «Океанское шоссе» (Понтеврар — Нант), А13 или «Нормандское шоссе» (Париж — Кан) и А16 или «Европейское шоссе» (Лиль-Адам — Гивельд). В регионе работают более 350 автобусных маршрутов и более 15 тыс. такси. Из 256 млн тонн грузов, перевезённых в 2008 году в регионе Иль-де-Франс (не считая международного трафика), 90 % было перевезено автомобильным транспортом.
Также развиты междугородние и международные автобусные перевозки: так, автобусы компании Eurolines осуществляют свои маршруты с автовокзала Париж-Гальени, расположенного в коммуне Баньоле рядом со станцией метро «Гальени».

### Железнодорожные перевозки
В регионе Иль-де-Франс находится 1 375 км железных дорог и 800 вокзалов и станций. Сеть скоростных электропоездов TGV включает в себя несколько магистралей LGV — «Юго-Восточную» (Париж — Лион), «Атлантическую» (Париж — Тур / Ле-Ман), «Северную» (Париж — Лилль), «Восточную» (Вер-сюр-Марн — Бодрекур) и «Соединительную Восточную» («Юго-Восточная» — «Северная» через Иль-де-Франс). Линия Eurostar соединяет Париж с Лондоном. Основной пассажиропоток приходится на шесть главных парижских вокзалов — Северный, Сен-Лазар, Лионский, Монпарнас, Восточный и Аустерлиц, а также на вокзалы Берси и аэропорта Париж — Шарль-де-Голль.

### Метрополитен
Парижский метрополитен имеет более 200 км путей и 300 станций на 16 линиях. Большая часть линий связывает официальный Париж с пригородными коммунами Большого Парижа (кроме линий 2, 3bis, 6, 7bis, 14). Проектами развития предусмотрено продление части существующих линий, а также строительство системы Гранд Пари Экспресс (будущие линии 15—18). Парижский метрополитен использует два типа путевого хода: стандартный (11 из 16 линий) и шинный (1, 4, 6, 11, 14). В Парижском метро имеются две линии с полностью автоматизированным движением (1 и 14), реализуются проекты реконструкции линий 4 и 11 с последующей автоматизацией движения поездов.

### Авиаперевозки

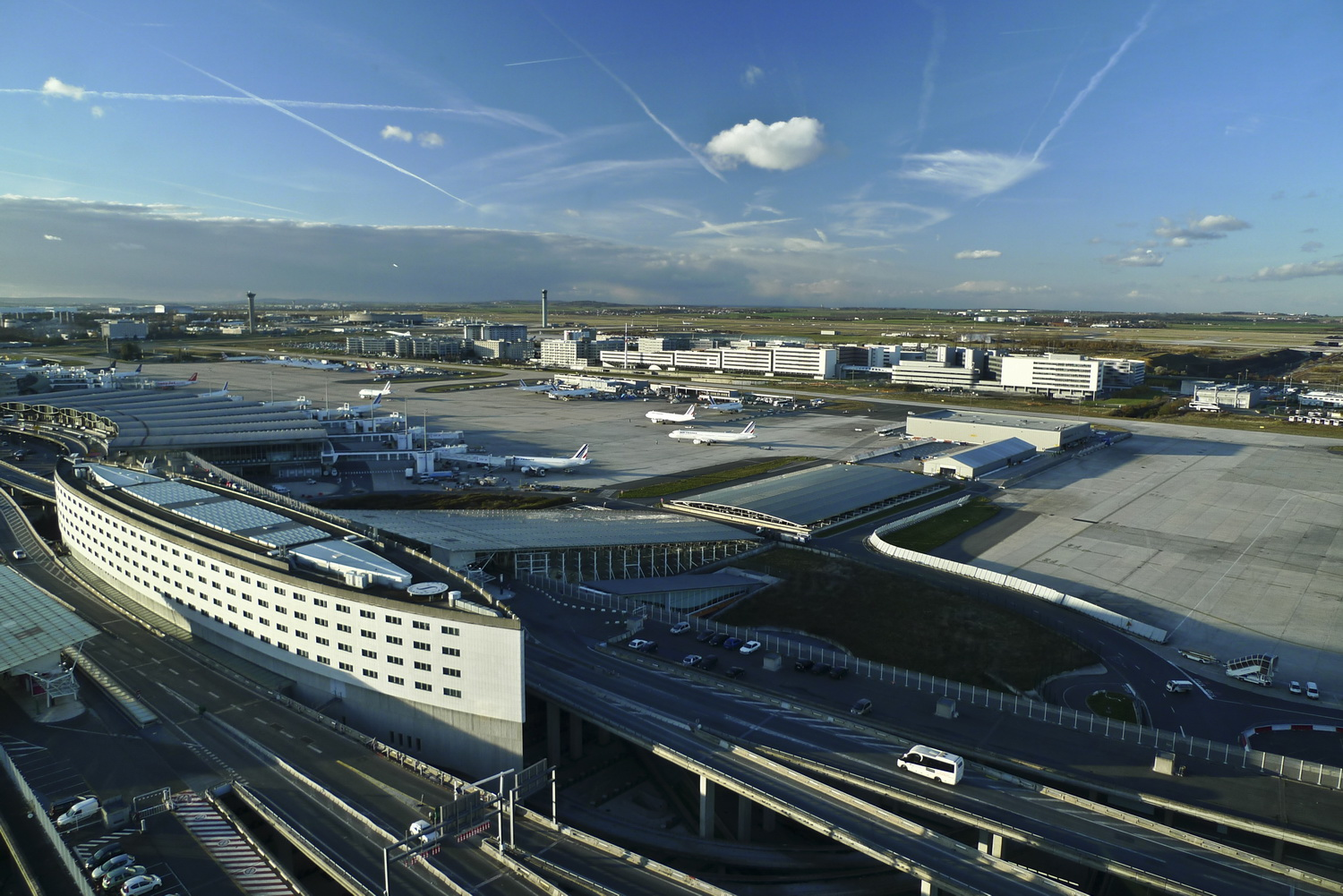
Аэропорт Париж — Шарль-де-Голль

Крупнейший в континентальной Европе Парижский авиаузел связан рейсами с более чем 620 городами в 130 странах мира (в аэропортах региона в среднем совершается 14 тыс. взлётов и посадок в неделю). Крупнейший французский аэропорт Париж — Шарль-де-Голль занимает первое место в Европе по грузоперевозкам (2,28 млн тонн) и второе — по пассажиропотоку (60,87 млн человек в 2008 году). Аэропорт Париж-Орли в 2008 году обслужил более 100 тыс. тонн грузов и 26,2 млн пассажиров. Кроме того, в регионе существуют ещё 11 небольших аэропортов деловой и грузовой авиации и один вертолётодром. Всеми 14 гражданскими аэропортами Иль-де-Франс управляет корпорация Aéroports de Paris (кроме Париж — Шарль-де-Голль и Париж-Орли это аэропорты в Ле Бурже, Шель, Персан, Кормей-ан-Вексен, Мо, Куломмье, Лонь, Шавенэ, Сен-Сир-Леколь, Туссю-ле-Нобль, Гиллерваль и вертолётодром в Исси-ле-Мулино).
В регионе базируются авиакомпании Air France (Трамбле-ан-Франс), Air France Cargo (Трамбле-ан-Франс), Airlinair (Ренжи), Corsairfly (Ренжи), Aigle Azur (Трамбле-ан-Франс), Europe Airpost (Трамбле-ан-Франс), XL Airways France (Трамбле-ан-Франс), OpenSkies (Паре-Вьей-Пост), Air Caraïbes Atlantique (Паре-Вьей-Пост), Strategic Airlines (Вилье-сюр-Марн) и другие.

### Судоходство
В регионе Иль-де-Франс для судоходства используется около 700 км речных путей. В 2008 году Парижский речной порт обработал 19,8 млн тонн грузов (включающий в свой состав около 70 отдельных портов, он является вторым по грузообороту речным портом Европы). Кроме того, в 2006 году парижские туристические речные трамваи и катера перевезли 6,87 млн пассажиров или 70 % такого рода пассажиров страны. В 2008 году началось строительство 106-километрового судоходного канала Сена — Северная Европа, после ввода в эксплуатацию которого перевозка грузов по воде значительно увеличится.

### Телекоммуникации и почтовые услуги
В регионе базируются крупнейшие телекоммуникационные корпорации страны France Télécom (Париж), Société française du radiotéléphone (Париж), Bouygues Telecom (Исси-ле-Мулино) и Free Mobile (Париж), а также крупнейшая почтовая компания Франции La Poste (Париж).

### Логистика
В регионе базируются логистические компании Geodis (Клиши-ла-Гаренн).

## Сельское и лесное хозяйство

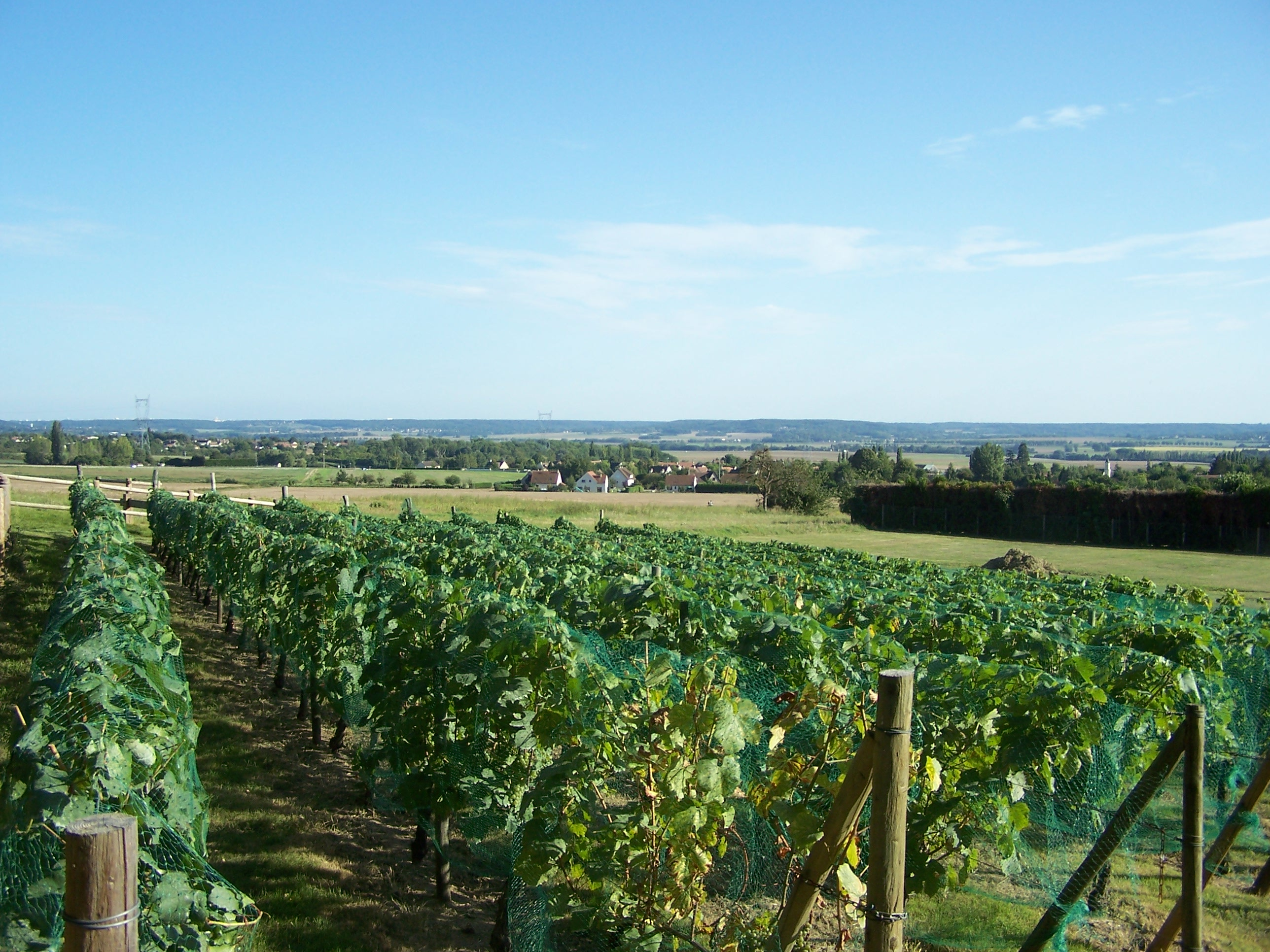
Виноградник в департаменте Ивелин

В Иль-де-Франс обрабатывается свыше 575 тыс. га земли (или 48,1 % общей площади региона), в том числе в Сене и Марне — 337,6 тыс. га, в Ивелине — почти 90 тыс. га, в Эсоне — 85,6 тыс. га, в Валь-д’Уаз — 57,6 тыс. га, в «Малой короне» — 2 тыс. га. Основными сельскохозяйственными культурами являются пшеница, горох, сахарная свекла, цветы, яблоки и виноград; также в регионе разводят молочных коров, свиней и птицу. Местное сельское хозяйство обеспечивает около 20 % потребностей рынка Иль-де-Франс. Несмотря на усилия местных фермеров, под давлением городской застройки сельскохозяйственные площади и производство товарной продукции неуклонно снижаются. В 2008 году средняя стоимость квадратного метра сельхозземель региона почти достигла 7 евро (в 1994 году она составляла 1,4 евро за м²). Лесные угодья занимают 283,7 тыс. га (или около четверти территории региона).

## Здравоохранение, медицинские услуги и индустрия красоты
В Париже базируется корпорация Assistance publique - Hôpitaux de Paris, контролирующая 39 государственных больниц региона (в компании работает более 90 тыс. человек, в том числе 20,6 тыс. врачей и 16,7 тыс. медсестёр), а также компании Franck Provost (крупнейшая сеть парикмахерских и салонов красоты).

## Научные исследования и образование
В Иль-де-Франс базируется 17 университетов и 350 других высших учебных заведений. В 2008 году в университетах обучалось 320,2 тыс. человек, в технических институтах при университетах — 17,8 тыс., в педагогических институтах при университетах — 13,2 тыс., в секциях высших технических специалистов — 42,6 тыс., в подготовительных классах для высших школ — 25,2 тыс., на инженерной подготовке — 26 тыс., в бизнес-школах, школах продаж, управления и бухгалтерского учёта — 32,6 тыс., в других высших учебных заведениях — 113,2 тыс..
В 2006 году объём финансирования научных исследований и новых разработок в Иль-де-Франс составлял почти 20,7 млрд евро, в том числе со стороны частных структур — свыше 15,5 млрд евро. Основными сферами корпоративных научных исследований были автомобильная, электротехническая и фармацевтическая промышленность, а также информационные технологии. В частном секторе НИОКР было занято 81,4 тыс. человек (включая 49,3 тыс. исследователей), в государственном — 55,9 тыс. человек (включая 33,6 тыс. исследователей). Основными «полюсами конкурентоспособности» были финансирование инноваций, медицинские услуги, информационные технологии, фармацевтика и косметика, промышленный дизайн.
В Париже базируется ведущее государственное научно-исследовательское учреждение Франции — Национальный центр научных исследований. Крупнейшие научно-исследовательские, технологические, испытательные и дизайнерские центры региона, принадлежащие корпорациям — Renault в Гвианкур, Рюэй-Мальмезон, Ларди и Вилье-Сен-Фредерик, PSA Peugeot Citroën в Велизи-Виллакубле, Карриер-су-Пуасси и Ла-Гаренн-Коломб, Valeo в Бобиньи, Сержи, Кретей и Ла-Веррьер, Snecma в Куркуронн, MBDA в Ле-Плесси-Робенсон, Areva в Монтиньи-ле-Бретонне, Жиф-сюр-Иветт, Ренжи и Гвианкур.

## Средства массовой информации
В регионе базируются крупнейшие медиахолдинги страны Vivendi (Париж) и Bouygues (Париж).

### Печатные СМИ
В Париже базируются корпорации Groupe Lagardère и Hachette Filipacchi Médias.

### Телевидение и радио
В регионе базируются телекорпорации Groupe TF1 (Булонь-Бийанкур), Groupe Canal+ (Исси-ле-Мулино), Groupe M6 (Нёйи-сюр-Сен).

## Реклама и консалтинг
В Париже базируются крупнейшая в стране рекламно-консалтинговая корпорация Publicis groupe, консалтинговая корпорация Capgemini.

## Иностранный капитал
Иль-де-Франс является первым регионом в Европе и вторым в мире (после Токио) по числу представленных на его территории международных корпораций из списка Fortune 500. По состоянию на 2008 год крупнейшими иностранными инвесторами в экономику Иль-де-Франс были корпорации из США, Нидерландов, Великобритании, Германии, Гонконга, Испании, Японии, Бельгии, Италии, Индии и Ирландии. Основными сферами, куда инвестировался иностранный капитал, были сфера услуг, штаб-квартиры и торговые представительства, точки продажи, дистрибуция, логистика и упаковка товаров, производственные мощности, научно-исследовательские центры, утилизация отходов, информационные технологии и услуги. Привлечением иностранных инвестиций занимается Региональное агентство по развитию Иль-де-Франс, которое содействует в подборе партнёров, персонала и недвижимости, консультирует по юридическим и налоговым вопросам, а также освещает инвестора во французских СМИ.
- Американский капитал — Euro Disney (парк развлечений Диснейленд в Марн-ля-Вале), Microsoft (европейская штаб-квартира и исследовательский центр в Исси-ле-Мулино), IBM (европейская штаб-квартира и исследовательский центр в Буа-Коломб), Intel (исследовательский центр), Lexmark (европейская штаб-квартира в Сюрен), SunEdison (исследовательский центр), McDonald’s (сеть ресторанов), Starbucks (сеть ресторанов), Burger King (сеть ресторанов), Kraft Foods (пищевая фабрика в Велизи-Виллакубле и логистическая сеть), Cargill (пищевые фабрики в Сен-Жермен-ан-Ле и Ла-Ферте-су-Жуарр), Johnson Controls (завод аккумуляторов в Коломб), Delphi Corporation (европейская штаб-квартира и завод автокомплектующих), Lear Corporation (штаб-квартира в Велизи-Виллакубле, завод автокомплектующих в Сержи), Rohm and Haas (европейская штаб-квартира), FedEx (европейский хаб на территории аэропорта Париж — Шарль-де-Голль и логистическая сеть), Goldman Sachs (финансовые услуги), AT&T (европейская штаб-квартира), Coca-Cola (европейская штаб-квартира), Research Pharma Services (европейская штаб-квартира), Toys "R" Us (сеть магазинов), Apple Store (сеть магазинов), Gap (сеть магазинов), Tommy Hilfiger (сеть магазинов), Timberland (сеть магазинов), Foot Locker (сеть магазинов), Hollister Co. (сеть магазинов), Quiksilver (сеть магазинов)[71][72].
- Швейцарский капитал — Nestlé (разлив воды и логистическая сеть), Novartis (исследовательский центр в Рюэй-Мальмезон), Richemont (сеть магазинов), Intersport (сеть магазинов), Swatch Group (сеть магазинов), Yendi (сеть магазинов).
- Немецкий капитал — Allianz (страхование и финансовые услуги), Robert Bosch (штаб-квартира, заводы автокомплектующих и электротехники в Сент-Уан, завод автокомплектующих в Дранси, завод электроники в Кламар), Claas (заводы комплектующих для сельхозтехники в Велизи-Виллакубле и Френ), Daimler (французская штаб-квартира в Роканкур), DHL Express (логистическая сеть), Lidl (сеть магазинов), Aldi (сеть магазинов), C&A (сеть магазинов), Esprit (сеть магазинов)[73].
- Британский капитал — Barclays (финансовые услуги), GlaxoSmithKline (французская штаб-квартира и исследовательский центр в Марли-ле-Руа), ArcelorMittal (французская штаб-квартира в Сен-Дени), Algentech (исследовательский центр), Hammerson (сеть торговых центров), Kingfisher (сеть магазинов), Kesa Electricals (сеть магазинов), Marks & Spencer (сеть магазинов), Virgin Megastore (сеть магазинов), The Carphone Warehouse (сеть магазинов), Habitat (сеть магазинов), DSG International (сеть магазинов), YO! Sushi (сеть ресторанов), Thomas Cook Group (туризм).
- Голландский капитал — IKEA (сеть магазинов), Mexx (сеть магазинов), ING Groep N.V. (финансовые услуги).
- Шведский капитал — H&M (сеть магазинов).
- Испанский капитал — Zara (сеть магазинов), Massimo Dutti (сеть магазинов).
- Итальянский капитал — Benetton Group (сеть магазинов), Max Mara (сеть магазинов), Valentino Fashion Group (сеть магазинов), Geox (сеть магазинов), Marina Rinaldi (сеть магазинов).
- Бельгийский капитал — Louis Delhaize Group (сеть магазинов).
- Австрийский капитал — Swarovski (сеть магазинов).
- Японский капитал — Nissan (европейская штаб-квартира в Трапп), Ricoh (французская штаб-квартира в Ренжи), Horiba (европейская штаб-квартира и исследовательский центр), Toshiba (завод климатического оборудования в Коломб), Uniqlo (сеть магазинов).
- Китайский капитал — Hutchison Whampoa (сеть магазинов), ZTE (европейская штаб-квартира), Huawei (исследовательский центр).
- Канадский капитал — Rio Tinto Alcan (европейская штаб-квартира).

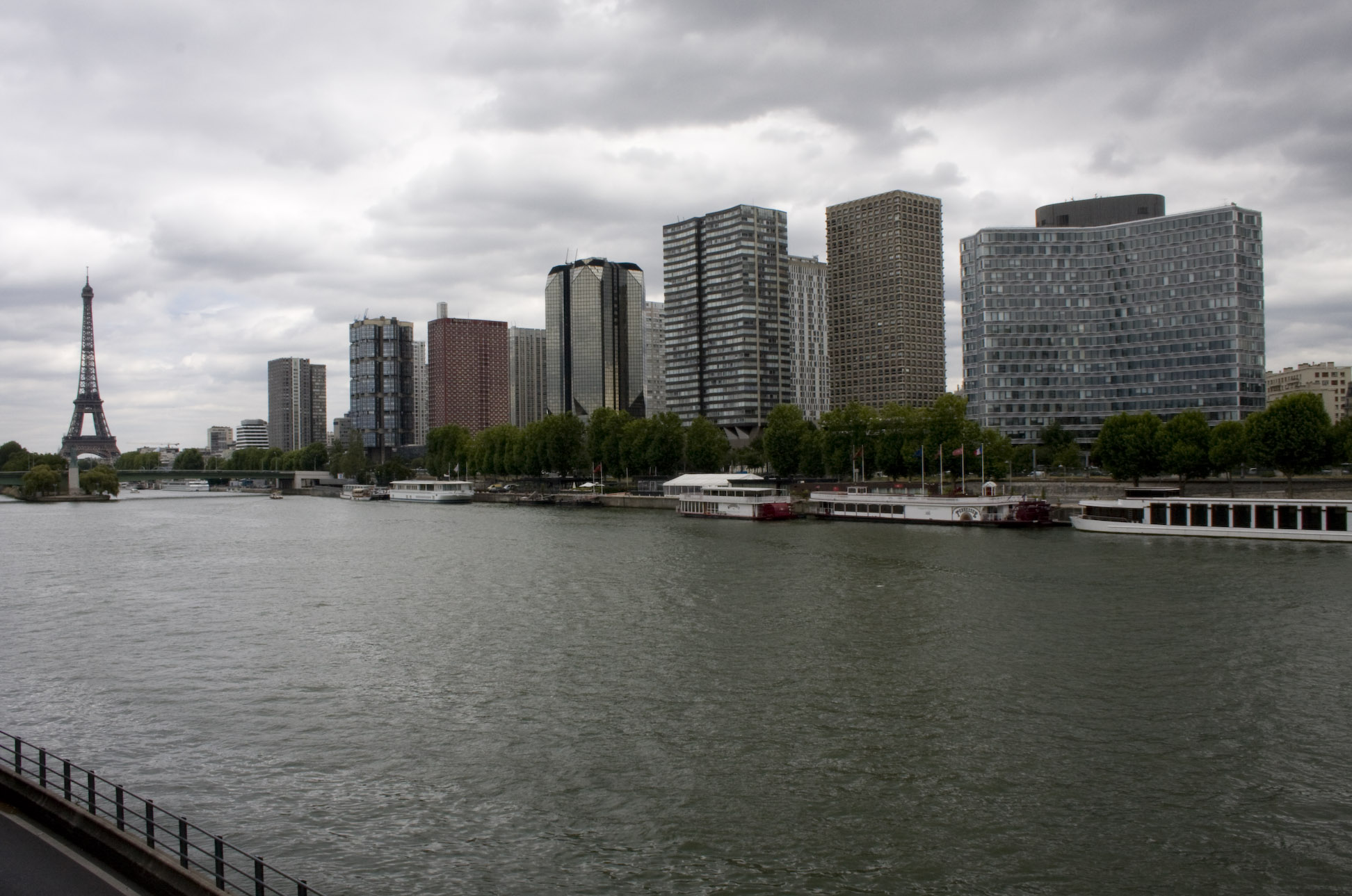
Деловой район «Фронт Сены»
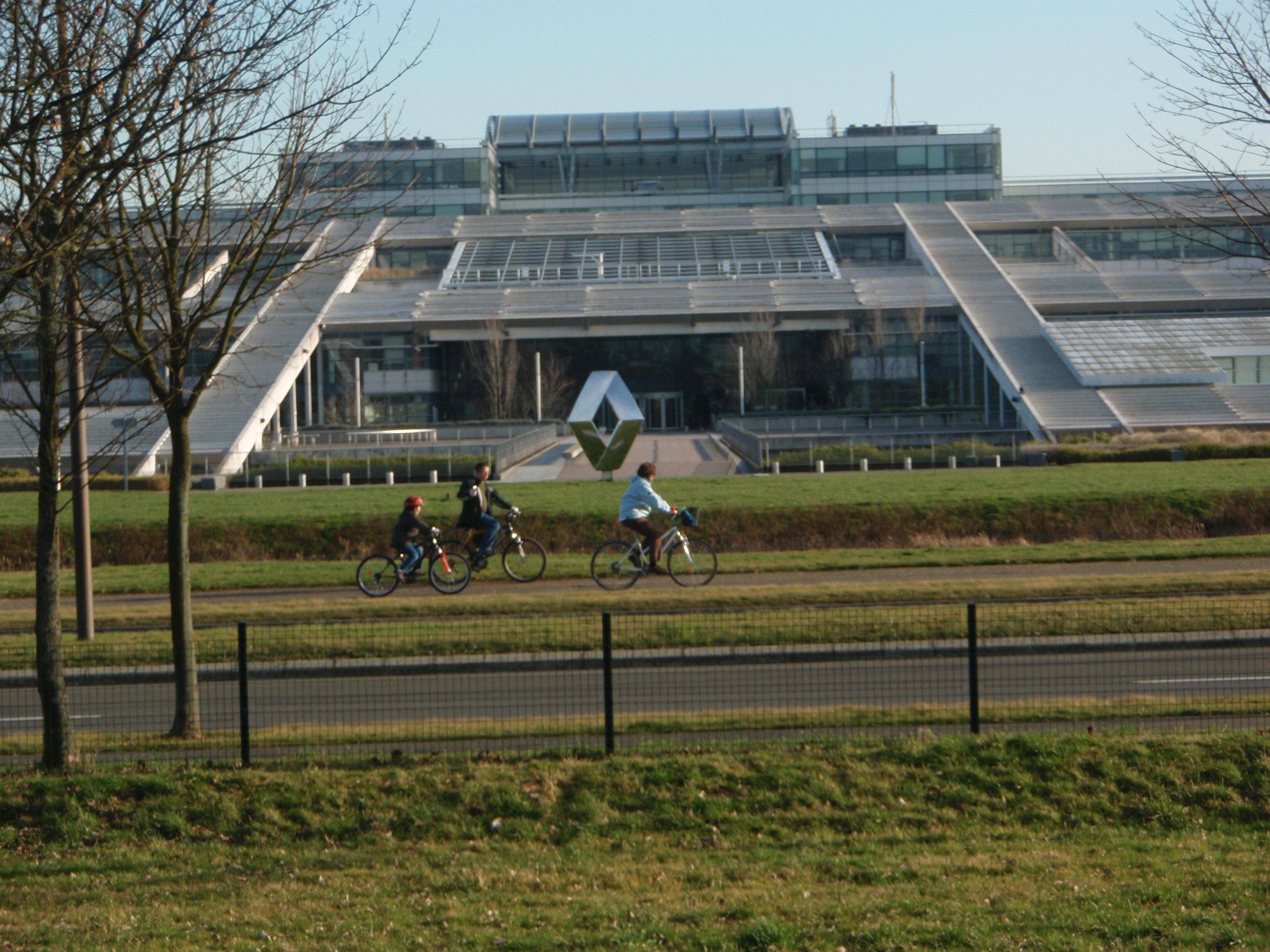
Техноцентр Renault в департаменте Ивелин
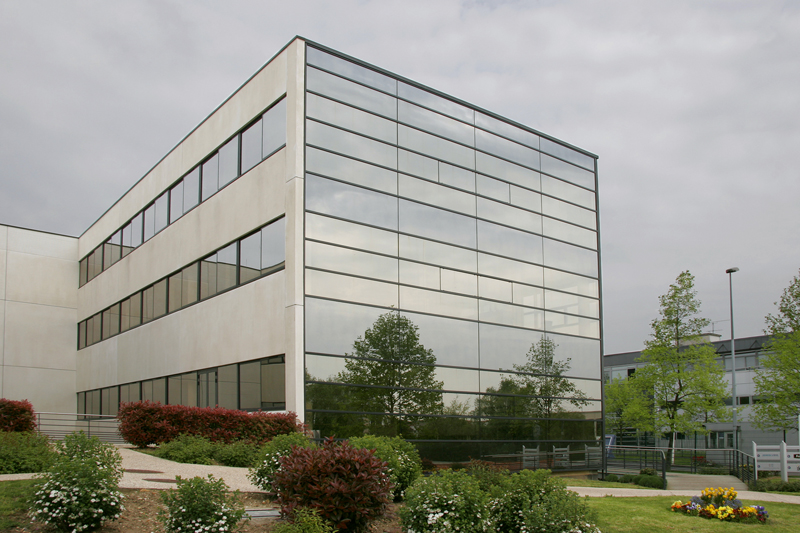
Технопарк в Пуасси